# Hydrovatus balfourbrownei
Hydrovatus balfourbrownei är en skalbaggsart som beskrevs av Olof Biström 1997. Hydrovatus balfourbrownei ingår i släktet Hydrovatus och familjen dykare. Inga underarter finns listade i Catalogue of Life.